# Monster Bash
Monster Bash är ett flipperspel som skapades 1998 av Williams Electronic Games. Spelet anses ofta vara ett av de bättre spelen från företaget.

## Spelregler (kortfattat)
Spelet går ut på att samla ihop sex olika monster; Dracula, Frankenstein, Frankensteins brud, varulven, skräcken från den svarta lagunen och mumien. När man har samlat ihop ett monster måste man besegra det för att få tag på monstrets musikinstrument. Hur man besegrar ett monster beror på vilket det är, men generellt handlar det om att träffa en eller flera ramper/loopar inom en viss tid.

### Multibollar
När alla monster har samlats startas en multiboll som heter Monster Bash. När man har samlat alla instrument startas en annan som heter Monsters of Rock. Den sistnämnda multibollen är den som ger mest poäng, då den är svårast att starta. När man har klarat av Monsters of Rock börjar spelet om igen.

### Lyman's Lament
Det finns ett hemligt läge (på engelska mode) som heter Lyman's Lament (efter programmeraren och flipperspelaren Lyman Sheats) där man spelar med en annorlunda musik än vanligtvis och där Sheats kommenterar på ditt spelande under tiden som kulan är i spel. När kulan rinner går spelet tillbaka till sitt vanliga läge.